# 간문초등학교 효곡분교
간문초등학교 효곡분교는 대한민국 전라남도 구례군 간전면 효곡리에 있었던 초등학교 분교이다.

## 연혁
- 1960년 12월 15일 간문국민학교 효곡분교장 개교
- 1964년 3월 3일 간문남국민학교로 승격 개교
- 1992년 3월 1일 간문국민학교 효곡분교장 격하
- 1996년 3월 1일 간문초등학교 효곡분교장
- 1999년 9월 1일 폐교